# British Mediterranean Airways
British Mediterranean Airways, conocida como BMED, fue una aerolínea británica con sede en el aeropuerto de Londres-Heathrow. Hasta finales del verano de 2007 operó como franquicia de British Airways, momento en que fue comprada por bmi. 
La compañía operaba vuelos a 18 destinos en 17 países de África, Oriente Medio, Asia Central y Europa gracias a una Licencia Tipo A concedida por las autoridades británicas de Aviación Civil que le permitía transportar pasajeros, carga y correo en aviones de 20 o más plazas.

## Historia
British Mediterranean Airways fue fundada en 1994 por un grupo de inversores privados, comenzando sus operaciones el 28 de octubre con un Airbus A320 que empezó realizando la ruta entre Londres-Heathrow y Beirut, capital del Líbano. Al año siguiente fueron añadidos los vuelos a Damasco y Amán, así como un servicio charter quincenal a Biskek, capital de Kirguistán.
En marzo de 1997 la aerolínea alcanzó un acuerdo con British Airways según el cual BA cesaba sus servicios a Beirut, Damasco y Amán, dejando a British Mediterranean como única operadora en esos destinos. Además BMED pasaba a funcionar como franquicia de British Airways, de modo que todos los vuelos tenían códigos de BA (en concreto le reservaron el intervalo BA6500-6669), los aviones estaban pintados con la librea de British Airways, ofrecían las mismas clases de plazas y servicios a bordo y el personal iba uniformado igual que el de BA. Asimismo los vuelos de BMED tenían que ser reservados a través de British Airways y sus usuarios podían asociarse al Executive Club de BA. BMED es miembro asociado de Oneworld.  
Como consecuencia de dicho acuerdo de franquicia y con la idea de integrar los servicios en la red de BA, British Mediterranean trasladó sus operaciones de la Terminal 3 de Heathrow a la Terminal 4. La aerolínea se ha beneficiado notablemente del acuerdo al hacerse cargo de los servicios deficitarios de BA como eran los vuelos a Bakú, Teherán, Addis Abeba o Almaty, más adecuados a la estructura operativa de BMED. Además British Mediterranean presentó nuevas rutas por iniciativa propia, respaldadas por la imagen de marca proporcionada por British Airways.  
British Mediterranean Airways fue renombrada como BMED a secas en noviembre de 2004, con la idea de que un nombre más corto y un logo renovado fortalecerían la imagen de la aerolínea.
Durante 2004 BMED transportó un total de 277.000 pasajeros a 16 destinos de 15 países, utilizando para ello su flota de 6 aeronaves.
En enero de 2007 BMED fue adquirida por la aerolínea británica bmi. Los nuevos propietarios decidieron reenfocar la compañía hacia las rutas de medio y largo alcance. Asimismo, las rutas de BMED fueron integradas en los servicios de medio y largo alcance que bmi operaba desde Heathrow. A finales de la temporada de verano de 2007 bmi absorbió por completo a BMED, y como consecuencia de ello el acuerdo de franquicia con British Airways perdió su vigencia. Todos los aviones de BMED fueron repintados con la librea de bmi, el personal cambió el uniforme y los códigos de vuelo pasaron a llevar el prefijo estándar de BD, si bien se mantuvo el uso de códigos compartidos con British Airways. Como parte del acuerdo de compra de BMED, bmi vendió los derechos de tráfico que BMED explotaba en Heathrow por 45 millones de euros.
El 12 de marzo de 2007 se supo que la aerolínea operaba un "vuelo fantasma" entre Londres-Heathrow y Cardiff 6 veces a la semana. No se vendían plazas, no era anunciado en las terminales y no aparecía en las pantallas. El único fin de mantener el vuelo era retener un valioso puesto de despegue en Heathrow, hecho un poco extraño si se tiene en cuenta que por falta de éstos anularon algunas frecuencias a Uzbekistán. Las aerolíneas con derechos de aterrizaje en Londres-Heathrow tienen muchas probabilidades de perderlos si no utilizan al menos un 80% en 6 meses.
El 5 de abril de 2007 la aeronave G-MEDL fue utilizada para repatriar a los 14 militares de la Marina Real Británica secuestrados por las Fuerzas Armadas Iraníes.

## Antiguos destinos
En julio de 2007 British Mediterranean Airways volaba a los siguientes destinos:
| Países       | Destinos      | Aeropuertos                                                  |
| África       | África        | África                                                       |
| ------------ | ------------- | ------------------------------------------------------------ |
| Egipto       | Alejandría    | Aeropuerto Internacional de Alejandría                       |
| Etiopía      | Adís Abeba    | Aeropuerto Internacional Bole                                |
| Senegal      | Dakar         | Aeropuerto Internacional de Dakar-Yoff/Léopold Sédar Senghor |
| Sierra Leona | Freetown      | Aeropuerto Internacional de Lungi                            |
| Sudán        | Jartum        | Aeropuerto Internacional de Jartum                           |
| Asia         |               |                                                              |
| Armenia      | Ereván        | Aeropuerto Internacional de Zvartnots                        |
| Azerbaiyán   | Bakú          | Aeropuerto Internacional Heydar Alíyev                       |
| Georgia      | Tiflis        | Aeropuerto Internacional de Tiflis                           |
| Irán         | Teherán       | Aeropuerto Internacional Imán Jomeiní                        |
| Jordania     | Amán          | Aeropuerto Internacional Reina Alia                          |
| Kazajistán   | Almatý        | Aeropuerto Internacional de Almaty                           |
| Kirguistán   | Biskek        | Aeropuerto Internacional de Manas                            |
| Líbano       | Beirut        | Aeropuerto Internacional Rafic Hariri                        |
| Rusia        | Ekaterimburgo | Aeropuerto de Ekaterimburgo-Koltsovo                         |
| Siria        | Alepo         | Aeropuerto Internacional de Alepo                            |
| Siria        | Damasco       | Aeropuerto Internacional de Damasco                          |
| Turkmenistán | Asjabad       | Aeropuerto Internacional de Asjabad                          |
| Turquía      | Ankara        | Aeropuerto Internacional Esenboğa                            |
| Uzbekistán   | Taskent       | Aeropuerto Internacional de Taskent                          |
| Europa       |               |                                                              |
| Reino Unido  | Londres       | Aeropuerto de Londres-Heathrow (HUB)                         |

## Flota histórica
La flota de British Mediterranean Airways se compuso de las siguientes aeronaves:
| Aeronaves       | Total | Introducido | Retirado | Matrículas                                      |
| --------------- | ----- | ----------- | -------- | ----------------------------------------------- |
| Airbus A320-200 | 6     | 1994        | 2007     | G-MEDB, G-MEDD, G-MEDA, G-MEDE, G-MEDH y G-MEDK |
| Airbus A321-200 | 5     | 2002        | 2007     | G-MEDF, G-MEDG, G-MEDJ, G-MEDL y G-MEDM         |